# Django (film 2012)
Django (ang. Django Unchained) – amerykański western filmowy z 2012 roku w reżyserii Quentina Tarantino. Tytuł filmu nawiązuje do dzieła Sergia Corbucciego z 1966 roku pod tym samym tytułem. Bohaterem Django jest tytułowy czarnoskóry niewolnik (Jamie Foxx), który po wyzwoleniu przez niemieckiego łowcę głów (Christoph Waltz) przemierza z nim południe Stanów Zjednoczonych w poszukiwaniu wyjętych spod prawa, a później – w celu odnalezienia żony Django. Trop wiedzie do właściciela plantacji niewolniczej (Leonardo DiCaprio).
Django jest w dużej mierze inspirowany spaghetti westernami oraz nurtem „blaxploitation”. W filmie zaznaczone są charakterystyczne cechy dzieł reżysera: skłonność do przerysowanej przemocy oraz rozbudowane dialogi. Dzieło Tarantino uzyskało przychylne recenzje krytyków, zdobywając dwa Oscary oraz dwa Złote Globy, w obu przypadkach za scenariusz oraz rolę drugoplanową Waltza.

## Fabuła
Akcja filmu rozpoczyna się w 1858 roku w Stanach Zjednoczonych. Dwaj handlarze żywym towarem, bracia Ace i Dicky Speck, wloką ze sobą kilku czarnoskórych niewolników. W lesie drogę im zastępuje podający się za stomatologa łowca głów niemieckiego pochodzenia, doktor King Schultz. Wśród niewolników dostrzega on Django, byłego pracownika plantacji rozdzielonego ze swoją żoną Broomhildą. Usłyszawszy odmowną odpowiedź na propozycję wykupienia tego niewolnika, Schultz zabija Ace’a oraz rani Dicky’ego, siłą przeprowadzając transakcję i zabierając ze sobą Django. Schultz składa wyzwoleńcowi propozycję: zwróci mu wolność, jeśli ten rozpozna poszukiwanych listem gończym braci Brittle, u których pracował. Django zgadza się, po czym obaj odnajdują bandytów na plantacji i zabijają ich. Współpraca jednak się nie kończy, gdyż Schultz decyduje się pomóc wspólnikowi w poszukiwaniach jego żony, w zamian za pomoc w ujęciu kilku innych bandytów. W czasie poszukiwań niemiecki łowca głów uczy Django swojego fachu płatnego zabójcy, pozwala mu też na zatrzymanie pierwszego listu gończego.
Następnego roku Django i Schultz wyruszają na poszukiwanie Broomhildy. Obaj dowiadują się, że aktualnie pracuje ona u zamożnego plantatora Calvina Candiego, zamieszkującego w swojej plantacji Candyland. Schultz, wiedząc o zamiłowaniach Calvina do walk „mandingo” organizowanych wśród czarnoskórych niewolników, obmyśla podstęp. Wciela się w rolę handlarza niewolnikami pasjonującego się „mandingo”, natomiast Django decyduje się na odegranie roli wytrawnego łowcy talentów. Po zawarciu znajomości z Calvinem Schultz zmierza do tego, by za jednego z zapaśników zapłacić wyśrubowaną kwotę, a Broomhildę wykupić przy okazji. Jednak Django wzbudza podejrzenia lojalnego sługi plantatora, Stephena, który wykrywa podstęp i podczas rozmowy w cztery oczy przekazuje swoje wątpliwości plantatorowi. Rozwścieczony Calvin żąda od Schultza zapłaty wysokiej ceny za Broomhildę. Gdy transakcja zmierza ku końcowi, Candie nakłania niemieckiego zabójcę do podania dłoni w geście przyjaźni. Urażony w swojej dumie Schultz strzela jednak z przemyconego rewolweru w serce kontrahenta, zabijając go, po czym sam ginie od strzału jednego z ludzi Calvina. Django wykorzystuje okazję do rozpoczęcia rzezi białych siepaczy Calvina, jednak w obliczu wyczerpania amunicji zmuszony jest do kapitulacji.
Zrozpaczona siostra Calvina, Lara, każe wysłać Django do dożywotniej pracy w kopalni, a Broomhilda zostaje zamknięta w szopie. Podczas podróży z trzema handlarzami żywym towarem Django udaje się jednak ich przekonać, że jest płatnym zabójcą. Proponuje im współpracę, oferując im możliwość zdobycia pieniędzy z transakcji, które pozostały w Candylandzie. Otrzymując rewolwer od jednego z handlarzy, zabija ich wszystkich, po czym kradnie przemycony przez nich dynamit i rusza dokonać zemsty. Uwolniwszy Broomhildę, Django wraca do Candylandu, by zastrzelić wszystkich pozostałych właścicieli plantacji, którzy wrócili z pogrzebu Calvina. Ostatnią ofiarą jest Stephen, który zostaje postrzelony w kolano, a następnie ginie w wyniku eksplozji rezydencji. Po dokonaniu ostatecznej destrukcji Candylandu Django i Broomhilda odjeżdżają konno.

## Obsada

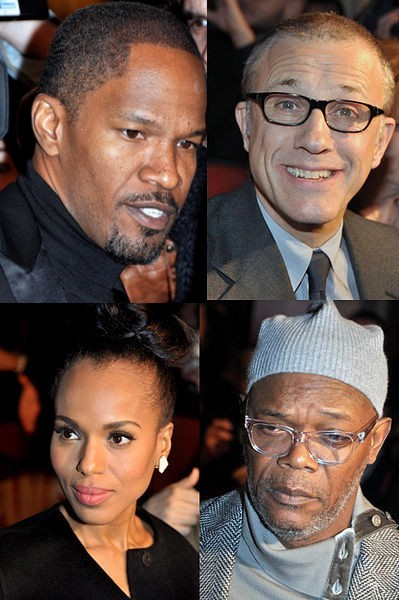
Jamie Foxx, Christoph Waltz, Kerry Washington i Samuel L. Jackson w Paryżu podczas francuskiej premiery filmu (styczeń 2013)

Lista opracowana w oparciu o pismo „The New York Times”.
- Jamie Foxx – Django Freeman
- Christoph Waltz – dr King Schultz
- Leonardo DiCaprio – Calvin Candie
- Kerry Washington – Broomhilda von Shaft
- Samuel L. Jackson – Stephen
- Michael Parks – Roy
- Don Johnson – Spencer Gordon Bennett
- Walton Goggins – Billy Crash
- Dennis Christopher – Leonide Moguy
- James Remar –
  - Ace Speck,
  - Butch Pooch
- James Russo – Dicky Speck
- Bruce Dern – Old Man Carrucan
- David Steen – pan Stonecipher
- Don Stroud – szeryf Bill Sharp
- Tom Wopat – szeryf Gill Tatum
- Dana Michelle Gourrier – Cora
- Nichole Galicia – Sheba
- Laura Cayouette – Lara Lee Candie-Fitzwilly
- Ato Essandoh – D’Artagnan
- Sammi Rotibi – Rodney
- Clay Donahue – Fontenot
- Escalante Lundy – Wielki Tatuś
- Miriam F. Glover – Betina
- Franco Nero – Amerigo Vessepi

## Produkcja

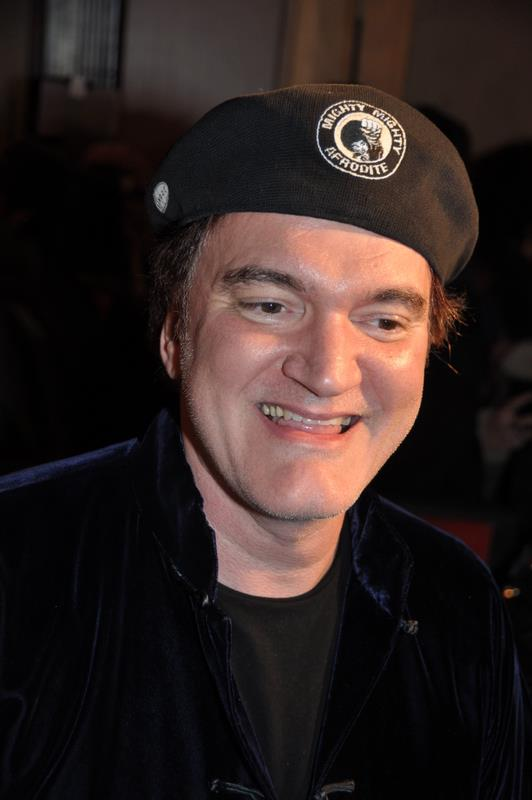
Reżyser podczas francuskiej premiery filmu (styczeń 2013)

W 2007 roku, po ukazaniu się w kinach swojego filmu Grindhouse: Death Proof, reżyser Quentin Tarantino przedstawił pismu „The Daily Telegraph” swoje plany stworzenia własnego westernu. Miał on przedstawiać problem niewolnictwa w Stanach Zjednoczonych w konwencji spaghetti westernu. Głównym materiałem stanowiącym inspirację dla Tarantino były filmy reżysera Sergia Corbucciego. W maju 2011 roku Tarantino ukończył scenariusz swojego dzieła, przekazując go wytwórni The Weinstein Company.
Bezpośrednią inspiracją dla Django był film o tym samym tytule autorstwa Corbucciego z 1966 roku. Główny aktor pierwowzoru, Franco Nero, otrzymał rolę gościnną w dziele Tarantino. Inne dzieła Corbucciego, z których korzystał amerykański reżyser, to Navajo Joe i Człowiek zwany Ciszą; inspirację dla Tarantino stanowił także szereg włoskich filmów marksistowskich oraz amerykańskich dzieł z nurtu „blaxploitation”, przede wszystkim Mandingo Richarda Fleischera z 1976 roku o rzekomych walkach czarnoskórych niewolników. Wśród amerykańskich westernów, z których korzystał Tarantino, znajdują się Nevada Smith z 1966 roku oraz Kid Vengeance z 1977 roku.

### Obsada
Tarantino już w połowie 2011 roku przygotował wstępną obsadę ról. Specjalnie dla Christopha Waltza, austriackiego aktora występującego wcześniej w Bękartach wojny tego samego reżysera, została napisana rola doktora Schultza. Leonardo DiCaprio, który w wyniku zbiegu okoliczności nie wystąpił w wyżej wymienionym filmie, otrzymał rolę plantatora Calvina Candiego. Stephena miał zagrać Samuel L. Jackson, który wystąpił w innym filmie Tarantino Pulp Fiction. Początkowo rolę Django Tarantino zaoferował Willowi Smithowi, po namyśle jednak reżyser uznał, że bardziej pasuje ona do Jamiego Foxxa. Ostatnią ważniejszą postać w filmie, Broomhildę, zagrała Kerry Washington. Dołączyć do obsady miał również Sacha Baron Cohen, jednak ostatecznie zrezygnował na rzecz roli w filmie Les Misérables. Nędznicy. Inni aktorzy, którzy zdecydowali się odrzucić propozycje ról, to Anthony LaPaglia, Joseph Gordon-Levitt, Kevin Costner i Kurt Russell. Istniejącej obsadzie Tarantino pozostawiał wolną rękę co do sposobu odgrywania ról. Bardzo był zadowolony z pracy Foxxa, który wykazywał duże zaangażowanie przy odgrywaniu własnej roli.

### Zdjęcia i premiera
Zdjęcia do Django rozpoczęły się w listopadzie 2011 roku w Kalifornii. Miejscami akcji filmu były też stany Wyoming i Luizjana. Nadzór nad stroną techniczną filmu objął operator kamery Robert Richardson, kręcąc przy użyciu taśmy filmowej 35 mm. Zakończenie zdjęć nastąpiło w lipcu 2012 roku, po 130 dniach kręcenia; jedna z producentek filmu, Stacey Sher, atmosferę występującą podczas produkcji oceniała jako przyjazną. 29 listopada 2012 roku ukazał się finalny zwiastun filmu.
Premiera Django odbyła się 25 grudnia 2012 roku w Stanach Zjednoczonych; towarzyszył jej incydent związany z reakcją reżysera Spike’a Lee, który oburzał się na nagminne używanie w filmie wyrażeń rasistowskich (Lee potępiał z tych samych powodów inny film Tarantino, Jackie Brown). 4 stycznia 2013 roku film miał uroczystą premierę europejską w Rzymie, natomiast 18 stycznia zadebiutował w polskich kinach. Wydanie Django na płytach Blu-ray i DVD w Stanach Zjednoczonych nastąpiło 16 kwietnia 2013 roku, a w Polsce – 15 maja 2013 roku.

### Ścieżka dźwiękowa
Ścieżka dźwiękowa z filmu Django, tradycyjnie dla dzieł Tarantino, miesza ze sobą różne style i gatunki muzyczne. Oprócz tytułowego motywu z oryginalnego filmu Django, skomponowanego przez Luisa Bacalova, na ścieżce dźwiękowej znajdują się różne utwory muzyki popularnej z lat 60. i 70. XX wieku. Soundtrack Django zawiera muzykę pochodzącą z innych filmów, a także skomponowaną specjalnie na potrzeby tego dzieła. Wśród twórców muzyki znajdują się Bacalov, a także Ennio Morricone, Jerry Goldsmith, Rick Ross, John Legend i Anthony Hamilton. Swój utwór przeznaczony do filmu napisał również Frank Ocean, ale nie pasował on zupełnie do akcji Django. 1 stycznia 2013 roku Tarantino opublikował ścieżkę dźwiękową do filmu w sieci, załączając do niej własny komentarz.

## Odbiór filmu

### Box office
Django, którego budżet wynosił 100 milionów dolarów (według cen z 2012 roku), odniósł sukces kasowy. W dniu otwarcia zarobił ponad 30 milionów dolarów. Na początku lutego 2013 roku wpływy z sal kinowych w Stanach Zjednoczonych przewyższyły koszty produkcji, wynosząc 106,2 miliona dolarów; Django stanowił wówczas jeden z najchętniej oglądanych filmów na świecie. Według strony Box Office Mojo szacunkowy przychód z sal kinowych na całym świecie do 2 lipca 2013 roku wyniósł ponad 423 miliony dolarów, w tym prawie 163 milionów dolarów w Stanach Zjednoczonych.

### Krytyka w mediach amerykańskich
Film uzyskał przeważnie pozytywne recenzje krytyków w rodzimym kraju. W serwisie Rotten Tomatoes 86% z 277 recenzji jest pozytywne, a średnia ocen wyniosła 8,01/10. Na portalu Metacritic średnia ocen z 42 recenzji wyniosła 81 punktów na 100.
Recenzenci podkreślali walory etyczne filmu, który pokazywał sytuację ludzi czarnych w Stanach Zjednoczonych w XIX wieku. A.O. Scott z gazety „The New York Times” pisał, iż przy całym swym parodystycznym zacięciu i brutalności Django przełamuje tabu dotyczące niewolnictwa. Scott chwalił też typową dla Tarantino dbałość o dialogi, a nawet o akcent poszczególnych postaci (w filmie grający epizodyczną rolę reżyser mówi językiem angielskim rodem z Australii). Również Ann Hornaday z „The Washington Post” wprawdzie twierdziła, że film zniekształca rzeczywistość amerykańskiego Południa, ale zarazem zaznaczała, iż robi on to nie w większym stopniu niż Narodziny narodu czy Przeminęło z wiatrem. Hornaday jednak uważała, że morze krwi występujące w filmie zalewa główne przesłanie wymierzone w niewolnictwo. Podobne wątpliwości miał Owen Gleiberman z pisma „Entertainment Weekly”, pytając, czy film atakuje okrucieństwo, czy wręcz przeciwnie – gloryfikuje przemoc.
Pełen entuzjazmu dla filmu Roger Ebert z pisma „Chicago Sun-Times” w postaci Schultza dopatrzył się osoby rodem z baśniowej krainy, która potrafi dzięki swej inteligencji zmienić losy pojedynczych osób. Jego zdaniem niemiecki łowca głów jest przy całym swoim wyrachowaniu czuły na ludzką krzywdę. Postać Stephena z kolei to dostosowany do beznadziejnej rzeczywistości, służalczy „czarny rasista”. Występujący w utworze działacze Ku Klux Klanu zostali wręcz karykaturalnie przedstawieni.

### Krytyka w mediach polskich
Również w polskich mediach Django spotkał się z przychylnym odbiorem. Zdaniem Barbary Hollender z „Rzeczpospolitej” jest to „znakomity western o niewolnictwie”, podparty „bezbłędnie poprowadzoną akcją, fantastycznymi, pełnymi humoru i ciętego dowcipu dialogami”. Z kolei Krzysztof Kwiatkowski z tygodnika „Wprost” nazwał nowy film Tarantino „czyśćcem popkultury”.
Jacek Szczerba z „Gazety Wyborczej” ocenił Django jako „western tandetny i wysublimowany zarazem”, a także jako najbardziej udany film reżysera od czasu pierwszego Kill Billa ze względu na ucieczkę Tarantino od najzwyklejszej zgrywy prezentowanej w Bękartach wojny. Odmiennego zdania był Paweł Mossakowski z pisma „Co Jest Grane”, którego zdaniem Bękarty wojny były lepszym filmem Tarantino. Twierdził on, że Django doskonale bawi przez pierwszą godzinę, a później niepotrzebnie się przeciąga. Recenzenci doceniali również zręcznie grającego swą rolę Christopha Waltza, a także zauważali parodystyczne podejście Tarantino do westernu. Szczerba wskazywał na przerysowaną przemoc: trafiony bronią palną pracownik plantacji zrasza swą krwią białą bawełnę na polu. Z kolei Maciej Stasiowski z pisma „Film” zwracał uwagę na „wyrafinowaną stylizację” nawiązującą do spaghetti westernów, tradycyjną skłonność reżysera do przeciągania akcji oraz jej hiperbolizację; według niego „w strzelaninach krew tryska strumieniami, a kiedy ktoś spluwa, mamy wrażenie, że zaraz się odwodni”.
Bardziej sceptyczny wobec dzieła Tarantino był Tomasz Jopkiewicz z pisma „Kino”. Jego zdaniem interesujący motyw współpracy między Django a Schultzem w wyniku nagłego zwrotu akcji traci na znaczeniu. Według Jopkiewicza naiwny sposób rozstrzygania akcji przez bohaterów dowodzi raczej, iż „Tarantino przedkłada prowokujące widowisko nad psychologię”, a morał zawarty w utworze ginie wskutek parodii. Jopkiewicz dowodził także rażących błędów merytorycznych w Django: występujący w filmie Ku Klux Klan został założony siedem lat po akcji filmu, a walki mandingo były tylko legendą.

### Nagrody
| Rok ceremonii | Nagroda                                            | Kategoria                                                                       | Odbiorcy i nominowani                                      | Wynik     |
| ------------- | -------------------------------------------------- | ------------------------------------------------------------------------------- | ---------------------------------------------------------- | --------- |
| 2013          | Nagroda Akademii Filmowej (Oscar)                  | Najlepszy aktor drugoplanowy                                                    | Christoph Waltz                                            | Wygrana   |
| 2013          | Nagroda Akademii Filmowej (Oscar)                  | Najlepszy scenariusz oryginalny                                                 | Quentin Tarantino                                          | Wygrana   |
| 2013          | Nagroda Akademii Filmowej (Oscar)                  | Najlepszy film                                                                  | Pilar Savone, Reginald Hudlin, Stacey Sher                 | Nominacja |
| 2013          | Nagroda Akademii Filmowej (Oscar)                  | Najlepsze zdjęcia                                                               | Robert Richardson                                          | Nominacja |
| 2013          | Nagroda Akademii Filmowej (Oscar)                  | Najlepszy montaż dźwięku                                                        | Wylie Stateman                                             | Nominacja |
| 2013          | Złoty Glob                                         | Najlepszy aktor drugoplanowy                                                    | Christoph Waltz                                            | Wygrana   |
| 2013          | Złoty Glob                                         | Najlepszy scenariusz                                                            | Quentin Tarantino                                          | Wygrana   |
| 2013          | Złoty Glob                                         | Najlepszy dramat                                                                |                                                            | Nominacja |
| 2013          | Złoty Glob                                         | Najlepszy aktor drugoplanowy                                                    | Leonardo DiCaprio                                          | Nominacja |
| 2013          | Złoty Glob                                         | Najlepszy reżyser                                                               | Quentin Tarantino                                          | Nominacja |
| 2013          | Nagroda BAFTA                                      | Najlepszy aktor drugoplanowy                                                    | Christoph Waltz                                            | Wygrana   |
| 2013          | Nagroda BAFTA                                      | Najlepszy scenariusz oryginalny                                                 | Quentin Tarantino                                          | Wygrana   |
| 2013          | Nagroda BAFTA                                      | Nagroda Brytyjskiej Akademii Filmowej za najlepszą reżyserię                    | Quentin Tarantino                                          | Nominacja |
| 2013          | Nagroda BAFTA                                      | Najlepszy montaż                                                                | Fred Raskin                                                | Nominacja |
| 2013          | Nagroda BAFTA                                      | Najlepszy dźwięk                                                                | Mark Ulano, Michael Minkler, Tony Lamberti, Wylie Stateman | Nominacja |
| 2013          | National Board of Review                           | Najlepszy film                                                                  |                                                            | Nominacja |
| 2013          | National Board of Review                           | Najlepszy aktor drugoplanowy                                                    | Leonardo DiCaprio                                          | Wygrana   |
| 2012          | Nagroda Amerykańskiego Instytutu Filmowego         | Film roku                                                                       |                                                            | Nominacja |
| 2013          | Międzynarodowa Nagroda AACTA                       | Najlepszy scenariusz zagraniczny                                                | Quentin Tarantino                                          | Wygrana   |
| 2013          | Czarna Szpula                                      | Najlepszy aktor drugoplanowy                                                    | Samuel L. Jackson                                          | Wygrana   |
| 2013          | Czarna Szpula                                      | Najlepsza obsada                                                                |                                                            | Wygrana   |
| 2013          | Czarna Szpula                                      | Najlepszy utwór                                                                 | „Who Did That To You”, wyk. John Legend                    | Wygrana   |
| 2013          | Czarna Szpula                                      | Najlepszy film                                                                  |                                                            | Nominacja |
| 2013          | Czarna Szpula                                      | Najlepszy aktor                                                                 | Jamie Foxx                                                 | Nominacja |
| 2013          | Czarna Szpula                                      | Najlepsza aktorka drugoplanowa                                                  | Kerry Washington                                           | Nominacja |
| 2013          | Nagroda Amerykańskiej Gildii Producentów Filmowych | Nagroda im. Darryla F. Zanucka dla najlepszego producenta filmowego             | Pilar Savone, Reginald Hudlin, Stacey Sher                 | Nominacja |
| 2013          | Nagroda Amerykańskiej Gildii Scenografów           | Najlepsza scenografia w filmie kostiumowym                                      | J. Michael Riva                                            | Nominacja |
| 2013          | MTV Movie Awards                                   | Najlepszy film                                                                  |                                                            | Nominacja |
| 2013          | MTV Movie Awards                                   | Najlepszy aktor                                                                 | Jamie Foxx                                                 | Nominacja |
| 2013          | MTV Movie Awards                                   | Najbardziej zaskakująca scena                                                   | Jamie Foxx, Samuel L. Jackson (zniszczenie Candyland)      | Wygrana   |
| 2013          | MTV Movie Awards                                   | Najlepsza scena walki                                                           | Jamie Foxx (Django kontra ludzie z Candyland)              | Nominacja |
| 2013          | MTV Movie Awards                                   | Najlepszy czarny charakter                                                      | Leonardo DiCaprio                                          | Nominacja |
| 2013          | MTV Movie Awards                                   | Najlepszy duet                                                                  | Leonardo DiCaprio, Samuel L. Jackson                       | Nominacja |
| 2013          | MTV Movie Awards                                   | Najlepszy pocałunek                                                             | Jamie Foxx, Kerry Washington                               | Nominacja |
| 2013          | Saturn                                             | Najlepszy film akcji / przygodowy                                               |                                                            | Nominacja |
| 2013          | Saturn                                             | Najlepszy aktor drugoplanowy                                                    | Christoph Waltz                                            | Nominacja |
| 2013          | Saturn                                             | Najlepszy scenariusz                                                            | Quentin Tarantino                                          | Wygrana   |
| 2013          | Saturn                                             | Najlepsze kostiumy                                                              | Sharen Davis                                               | Nominacja |
| 2013          | Złota Szpula                                       | Najlepszy montaż dźwięku w filmie pełnometrażowym – efekty i imitacje dźwiękowe |                                                            | Nominacja |
| 2013          | Złota Szpula                                       | Najlepszy montaż muzyki w filmie pełnometrażowym                                |                                                            | Nominacja |